# New Castle (Kentucky)
New Castle város az Amerikai Egyesült Államok Kentucky államában, Henry megyében, melynek megyeszékhelye is. Lakosainak száma 884 fő (2020. április 1.).

## Népesség
A település népességének változása:

| 2010 | 912 |
| 2020 | 884 |